# Lord Ruthven Award
Der Lord Ruthven Award ist ein amerikanischer Literaturpreis, der seit 1989 für literarische oder wissenschaftliche Werke über Vampire vergeben wird. Die Preisverleihungen finden bei der  International Conference on the Fantastic in the Arts (ICFA), der jährlich im März stattfindenden Konferenz der International Association for the Fantastic in the Arts (IAFA) in Orlando, Florida statt.
Der Preis wird in folgenden Kategorien vergeben:
- fiktionales Werk (seit 1989 jährlich)
- nicht-fiktionales Werk (literaturwissenschaftliche, biografische und kritische Arbeiten, seit 1994 jährlich)
- Medien und Populärkultur (seit 2003 unregelmäßig)

Der Preis ist nach Lord Ruthven benannt, dem Protagonisten in John Polidoris Erzählung Der Vampyr, der ersten Vampirgeschichte der Weltliteratur.

## Preisträger
nicht-fiktionales Werk
- 1994: David J. Skal: The Monster Show: A Cultural History of Horror
- 1995: J. Gordon Melton: The Vampire Book: The Encyclopedia of the Undead
- 1996: Nina Auerbach: Our Vampires, Ourselves
- 1997: David J. Skal: V is for Vampire: An A to Z Guide to everything Undead
- 1998: Carol Margaret Davison & Paul Simpson-Housley (Hrsg.): Bram Stoker's Dracula: Sucking Through the Century
- 1999: Carol A. Senf: Dracula: Between Tradition to Modernism
- 2001: Elizabeth Miller: Dracula: Sense and Nonsense
- 2002: Michael Bell: Food for the Dead: on the Trail of New England's Vampires
- 2003: William Patrick Day: Vampire Legends in Contemporary American Culture: What Becomes a Legend Most
- 2004: James B. South (Hrsg.): Buffy the Vampire Slayer and Philosophy: Fear and Trembling in Sunnydale.
- 2005: Richard Dalby & William Hughes: Bram Stoker: A Bibliography
- 2006: Jorg Waltje: Blood Obsession: Vampires, Serial Murder, and the Popular Imagination.
- 2007: Bruce A. McClelland: Slayers and their Vampires: A Cultural History of Killing the Dead
- 2008: David Keywirth: Troublesome Corpses: Vampires and Revenants from Antiquity to the Present
- 2009: Elizabeth Miller & Robert Eighteen-Bisang, Eds.: Bram Stoker's Notes for Dracula
- 2010: Mary Y. Hallab: Vampire God: The Allure of the Undead in Western Culture
- 2011: John Edgar Browning & Caroline Joan Picart: Dracula in Visual Media: Film, Television, Comic Book and Electronic Game Appearances
- 2012: Susannah Clements: The Vampire Defanged: How the Embodiment of Evil Became a Romantic Hero
- 2013: Jeffrey Weinstock: The Vampire Film: Undead Cinema
- 2014: Maria Lindgren Leavenworth & Malin Isaksson: Fanged Fan Fiction: Variations on Twilight, True Blood and The Vampire Diaries
- 2015: Margot Adler: Vampires Are Us: Understanding Our Love Affair with the Immortal Dark Side
- 2016: J. Gordon Melton & Alysa Hornick: The Vampire in Folklore, History, Literature, Film, and Television: A Comprehensive Bibliography
- 2017: David J. Skal: Something in the Blood: The Untold Story of Bram Stoker, the Man Who Wrote Dracula
- 2018: Gary A. Smith: Vampire Films of the 1970s
- 2019: Amy J. Ransom: I Am Legend as American Myth

fiktionales Werk
- 1989: Brian Stableford: The Empire of Fear
- 1990: Nancy A. Collins: Sunglasses After Dark
- 1993: Kim Newman: Anno Dracula
- 1996: Barbara Hambly: Traveling with the Dead
- 1997: Jonathan Nasaw: The World on Blood
- 1998: Chelsea Quinn Yarbro: Writ in Blood
- 1999: P. N. Elrod: The Vampire Files: A Chill in the Blood
- 2000: Terry Pratchett: Carpe Jugulum
- 2001: Elaine Bergstrom: Blood to Blood: The Dracula Story
- 2002: Jean Lorrah: Blood Will Tell
- 2003: Charlaine Harris: Living Dead in Dallas
- 2004: Andrew Fox: Fat White Vampire Blues
- 2005: David Sosnowski: Vamped
- 2006: Elizabeth Kostova: The Historian
- 2007: Barbara Hambly: Renfield, the Slave of Dracula
- 2008: Joel H. Emerson: The Undead
- 2009: James Reese: The Dracula Dossier
- 2010: Guillermo del Toro & Chuck Hogan: The Strain
- 2011: S. M. Stirling: A Taint in the Blood
- 2012: Glen Duncan: The Last Werewolf
- 2013: Tim Powers: Hide me among the Graves
- 2014: Joe Hill: NOS4A2
- 2015: Lauren Owen: The Quick
- 2016: David Gerrold: Jacob
- 2017: Anne Rice: Prince Lestat and the Realms of Atlantis
- 2018: Charlaine Harris: The Complete Sookie Stackhouse Stories
- 2019: Theodora Goss: European Travel for the Monstrous Gentlewoman

Medien und Populärkultur
- 2003: Diary of a Virgin
- 2004: Dracula
- 2005: Vampire Dreams
- 2008: Anthony Bourdain: No Reservations: Romania
- 2009: True Blood
- 2011: Being Human
- 2015: Only Lovers Left Alive
- 2016: What We Do in the Shadows
- 2017: Vamped / The Vampire Historian
- 2018: Midnight, Texas

Sonderpreis
- 1997: Raymond McNally
- 2018: Bram Stoker und Valdimar Ásmundsson: Powers of Darkness: The Lost Version of Dracula, Übersetzung von Hans Corneel de Roos